# Xã Moweaqua, Quận Shelby, Illinois
Xã Moweaqua (tiếng Anh: Moweaqua Township) là một xã thuộc quận Shelby, tiểu bang Illinois, Hoa Kỳ. Năm 2010, dân số của xã này là 2.003 người.